# Cantonul Saint-Amans-Soult
Cantonul Saint-Amans-Soult este un canton din arondismentul Castres, departamentul Tarn, regiunea Midi-Pyrénées, Franța.

## Comune
- Albine
- Bout-du-Pont-de-Larn
- Labastide-Rouairoux
- Lacabarède
- Rouairoux
- Saint-Amans-Soult (reședință)
- Saint-Amans-Valtoret
- Sauveterre